# Achille (Q147)
Pour les autres navires du même nom, voir Achille (navire).
L'Achille est un sous-marin français de la classe 1 500 tonnes. Lancé en 1930, il appartient à la série M6.

## Histoire

### Développement
L'Achille fait partie d'une série assez homogène de 31 sous-marins océaniques de grande patrouille, aussi dénommés 1 500 tonnes en raison de leur déplacement. Tous sont entrés en service entre 1931 (Redoutable) et 1939 (Sidi-Ferruch).
Longs de 92,30 mètres et larges de 8,10, ils ont un tirant d'eau de 4,40 mètres et peuvent plonger jusqu'à 80 mètres. Ils déplacent en surface 1 572 tonnes et en plongée 2 082 tonnes. Propulsés en surface par deux moteurs diesel d'une puissance totale de 6 000 chevaux, leur vitesse maximum est de 18,6 nœuds. En plongée, la propulsion électrique de 2 250 chevaux leur permet d'atteindre 10 nœuds.
Appelés aussi « sous-marins de grandes croisières », leur rayon d'action en surface est de 10 000 milles nautiques à 10 nœuds et en plongée de 100 milles nautiques à 5 nœuds.
Mis en chantier le 1er septembre 1928 avec le numéro de coque Q147, l'Achille est lancé le 28 mai 1930 et mis en service le 29 juin 1933.

### Seconde Guerre mondiale
Il est affecté, au début de la Seconde Guerre mondiale, à la 2e division de sous-marins, basée à Brest, qu'il forme avec le Casabianca, le Pasteur et le Sfax.
La 2e DSM patrouille  au large des ports de la côte nord de l'Espagne, où s'est réfugiée une partie de la flotte de commerce allemande, suspectée de servir de ravitailleurs aux U-Boote allemands, du début de la guerre jusqu'au 30 octobre. Pendant l'hiver 1939-1940, les Achille, Casabianca, Pasteur et Sfax escortent trois convois de cargos alliés depuis Halifax jusqu'en Grande-Bretagne. La division est ensuite basée à partir du 22 mars au port britannique de Harwich puis, à partir du 17 avril, à Dundee, en Écosse, dans le but de surveiller la mer du Nord et l'avancée allemande en Norvège. Lors du départ pour Dundee, le 18 avril, l'Achille aborde le Pasteur et endommage une barre de plongée et un arbre d'hélice. Peu après, il manque de torpiller le Sfax appelé pour relever le Pasteur avant que le commandant n'identifie le 1 500 tonnes. Le 7 mai, l'Achille part en patrouille dans le Skagerrak. À son retour, il est attaqué par un bombardier britannique dans le chenal de Dundee. Les cinq bombes endommagent sérieusement le navire, notamment au niveau des ballasts, des arbres d'hélices et des hydrophones. Il est envoyé à Brest où il arrive le 29 mai et entre en grand carénage le 14 juin. C'est là qu'il est sabordé le 18 juin à 19 heures, ne pouvant appareiller devant l'avancée allemande.